# Asociación de los Dolores de San Francisco (Puerto de Santa María)
Los Dolores de San Francisco cuyo nombre oficial y completo es Apostolado de la Oración de Nuestra Señora de los Dolores, Madre del Corazón de Cristo, Sagrado Corazón de Jesús e Inmaculado Corazón de María es una asociación religiosa con sede en la Parroquia de San Francisco, en la ciudad de El Puerto de Santa María (España). Realiza una procesión durante la Semana Santa de El Puerto de Santa María, en la tarde del Viernes de Dolores y otra procesión de gloria durante el mes de junio.

## Historia[1]
La imagen de Nuestra Señora de los Dolores, fue sufragada por José Benavente del Hoyo y Treviño, quién la donó en el año 1778 como titular mariana de la Orden Tercera de San Francisco de la Observancia, de Jesús de los Afligidos, que realizaba un Viacrucis en la Madrugada del Viernes Santo. En 1868, la desamortización del convento franciscano, las imágenes de la Orden de Nuestro Padre Jesús de los Afligidos y Nuestra Señora de los Dolores fueron trasladadas al convento de los Descalzos, tras después trasladarse al convento de las Hermanas Concepcionistas. Nuestra Señora de los Dolores a finales del último tercio del XIX, se traslada de nuevo al templo de San Francisco tras la apertura del mismo por la Compañía de Jesús. 
En el año 1974, la hermandad de La Borriquita, concibió que la imagen fuera su titular mariana, bajo la advocación de Nuestra Señora de la Entrega, hasta el cambio de sede de la Hermandad en 1976, cuando adquirieron la actual dolorosa. A principios de los 90 un grupo de jóvenes cofrades empieza a darle culto a dicha imagen bajo la advocación de María Santísima de la Redención. En 1995 se disuelve el grupo de Nuestro Padre Jesús de la Sentencia y María Santísima de la Redención para formar la asociación parroquial de Nuestro Señor Jesucristo Resucitado y Nuestra Señora de la Alegría en la Iglesia Mayor Prioral. A primeros de Siglo, el párroco de San Francisco, Antonio Olmo, reaviva el culto de la imagen de Nuestra Señora de los Dolores realizando, sobre una parihuela, un Viacrucis por las calles de la feligresía en la jornada del Sábado de Pasión. Posteriormente se adquiere el antiguo paso de misterio de la Hermandad de Humildad y Paciencia y se cambia su salida a la jornada del Viernes de Dolores.
En la Semana Santa de 2016 estrena el hábito penitencial.

## Imágenes
- Nuestra Señora de los Dolores, Madre del Corazón de Cristo: Imagen de dolorosa de candelero para vestir, obra anónima de a finales del siglo XVIII. Tiene dos juegos de manos, una entrelazadas que son las originales y otras realizadas por D. Francisco Pinto en el año 1961 fueron talladas y que pertenecían al ángel confortador de la Hermandad portuense de la Oración en el Huerto. La imagen fue restaurada recientemente por el profesor D. Juan Miñarro.

## Cortejo procesional (Viernes de Dolores)

### Pasos procesionales

#### Primer Paso
Representa a Nuestra Señora de los Dolores, Madre del Corazón de Cristo a los pies de la cruz en su soledad.
- Paso de María: Tallado en madera de cedro de estilo barroco con canasto en ingletes estrenado en el 2018 y proceso de ejecución, el mismo lo esta realizando por el tallista isleño Manuel Oliva. Va iluminado por una candelería en la delantera del paso en metal dorado y dos candelabros plateados adquirido en el 2017 en las esquinas traseras del paso. Faldones en terciopelo rojo.

- Medidas parihuela: 385 cm x 190 cm

Calza 24 costaleros.
- Acompañamiento musical: Banda de Música Nuestro Padre Jesús Nazareno de San Fernando (desde 2014).

### Hábito

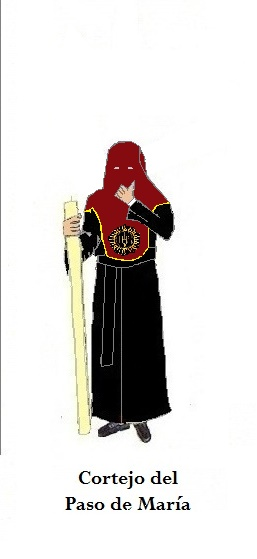
Cortejo Paso de los Dolores de San Francisco

Los fieles visten túnica negra de sarga sin botonadura, antifaz sin capirote burdeos en tela de sarga, con fajín en negro, sin guantes y zapatos en color negro. Sobre el velillo el escudo del apostolado.

### Lugares de interés en el recorrido
Cabe destacar el paso por la Capilla del Sagrado Corazón de Jesús y la calle Pintor Juan Bottaro.

## Cortejo procesional (Procesión de Gloria en junio)

### Pasos procesionales

#### Primer Paso
Representa a la imagen del Inmaculado Corazón de María.
- Paso de María: Realizado en el 2013, con respiraderos de malla y tela de damasco en color blanco, con cartelas pictóricas. Va iluminado por cuatro candelabros dorados en las esquinas del paso, restaurado en 2013, que anteriormente pertenecían al antiguo paso de misterio de la Hdad. de Humildad y Paciencia del Puerto de Santa María. Faldones (2013) en damasco celeste con cenefa en tela de damasco color blanco.

- Medidas parihuela:

- Acompañamiento musical: No lleva.

#### Segundo Paso

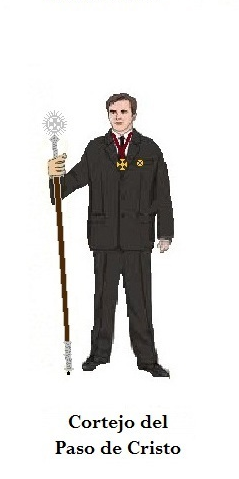
Cortejo Paso de los Dolores de San Francisco

Representa a la imagen del Sagrado Corazón de Cristo.
- Paso de Cristo: Tallado en madera de estilo barroco canastilla y respiraderos en caoba, con medallones y cartelas en sobredorado realizado por Guzmán Bejarano, adquirido a la Hermandad de la Humildad y Paciencia de la misma ciudad.Va iluminado por cuatro candelabros dorados en las esquinas del paso, en proceso de restauración y nuevo sobredorado desde 2013. Faldones en terciopelo rojo.

- Medidas parihuela: Calza 24 costaleros.

- Acompañamiento musical: Agrupación Musical Stmo. Cristo de la Humildad y Paciencia (desde 2013).

### Indumentaria
Los fieles visten en ropa de gala, zapatos de color negro. La medalla del Apostolado de la Oración.

### Lugares de interés en el recorrido
Cabe destacar por Plaza de España, La Palma y Gatona.